# طينة
طينة إحدى مدن الجمهورية التونسية، تقع في ولاية صفاقس، على بعد 11 كم جنوب مدينة صفاقس.

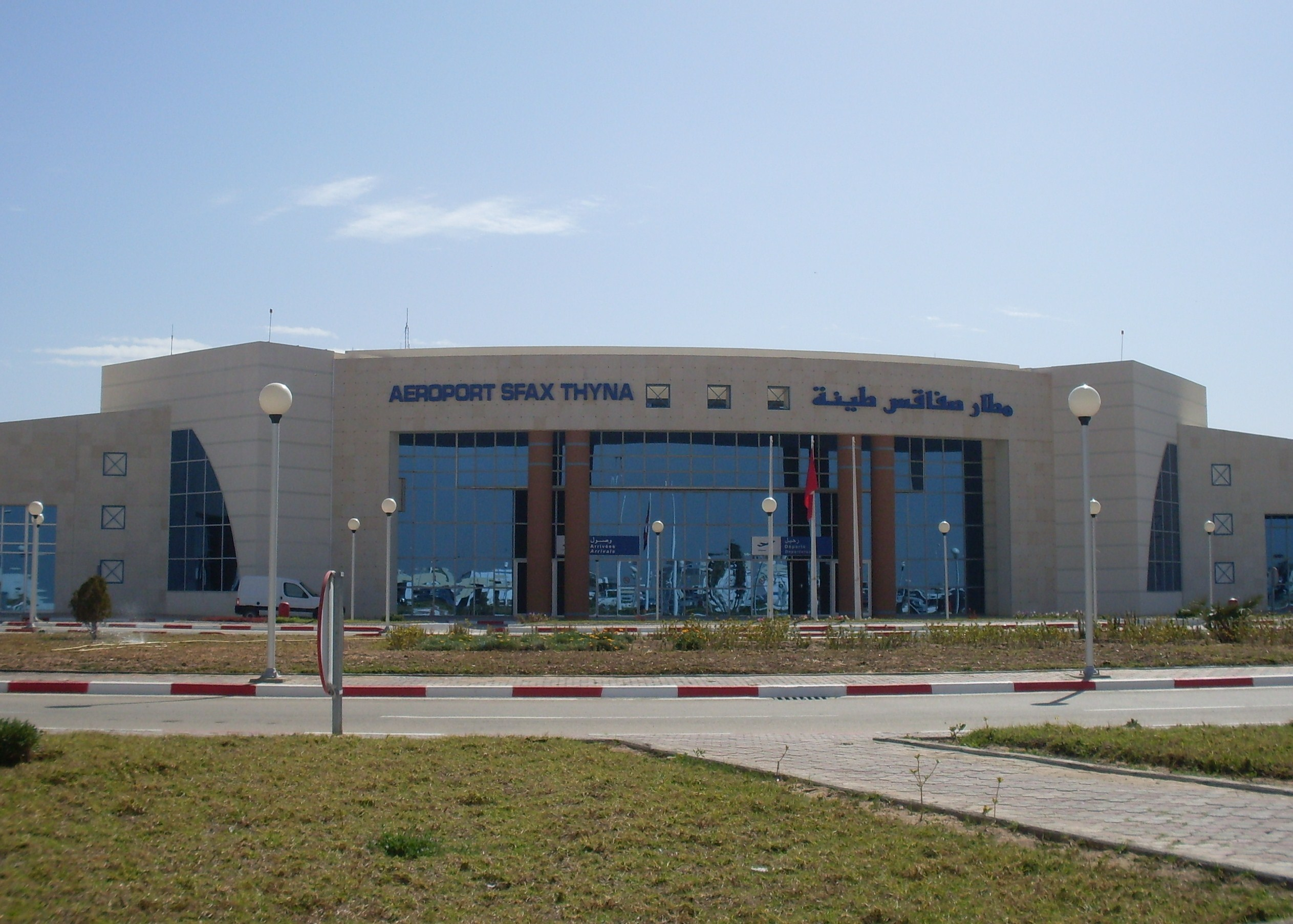
Aéroport Sfax Thyna

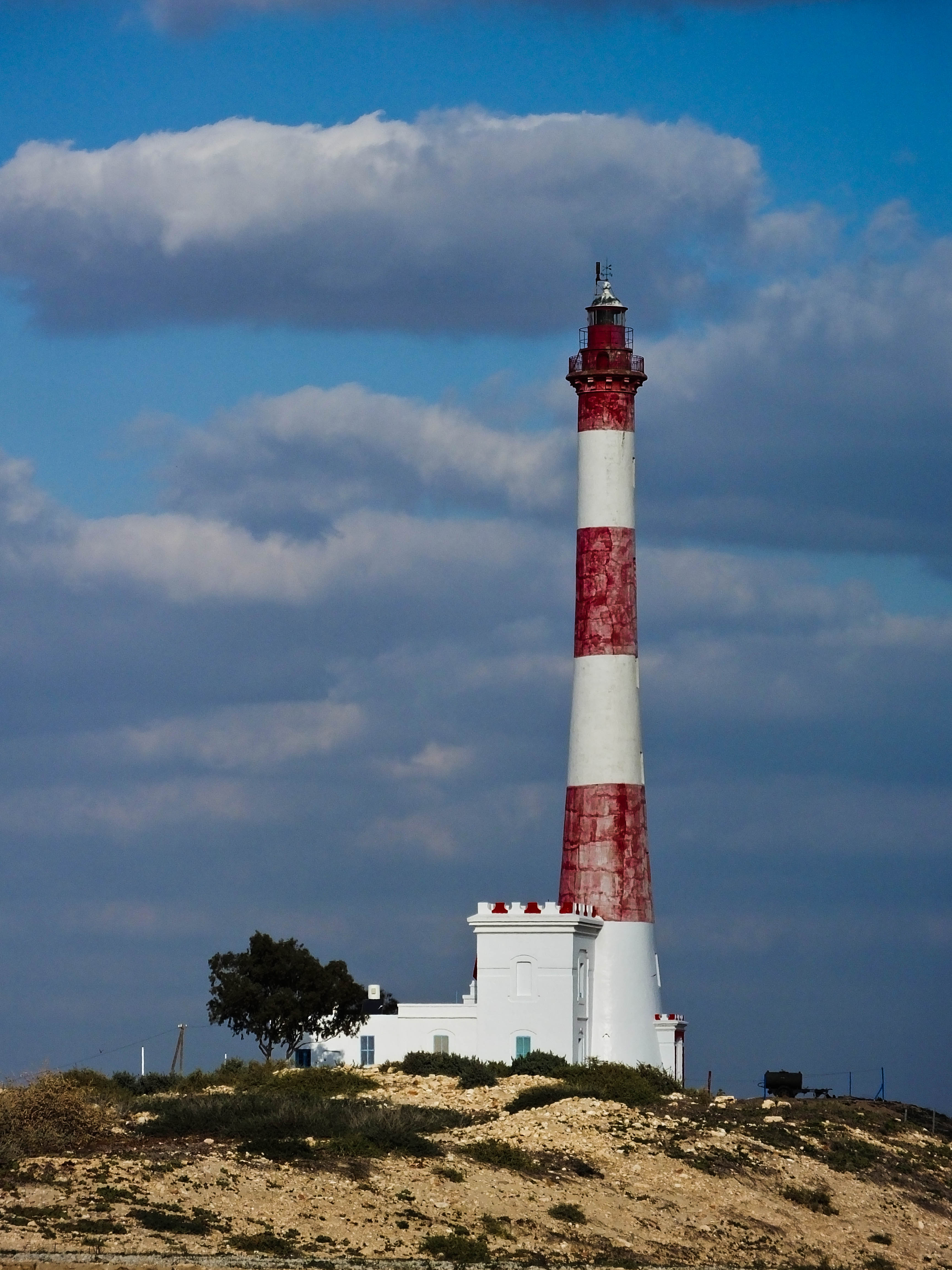
Phare de thyna

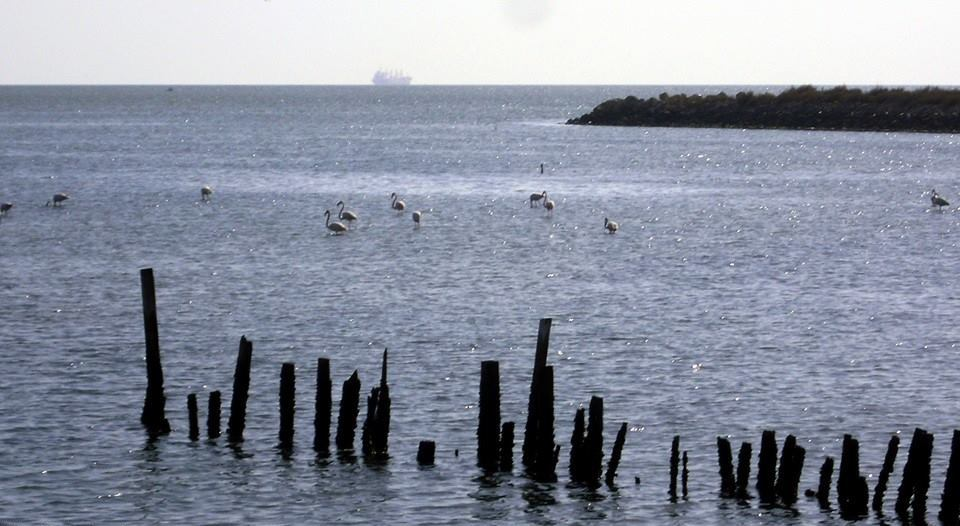
Site Ramsar

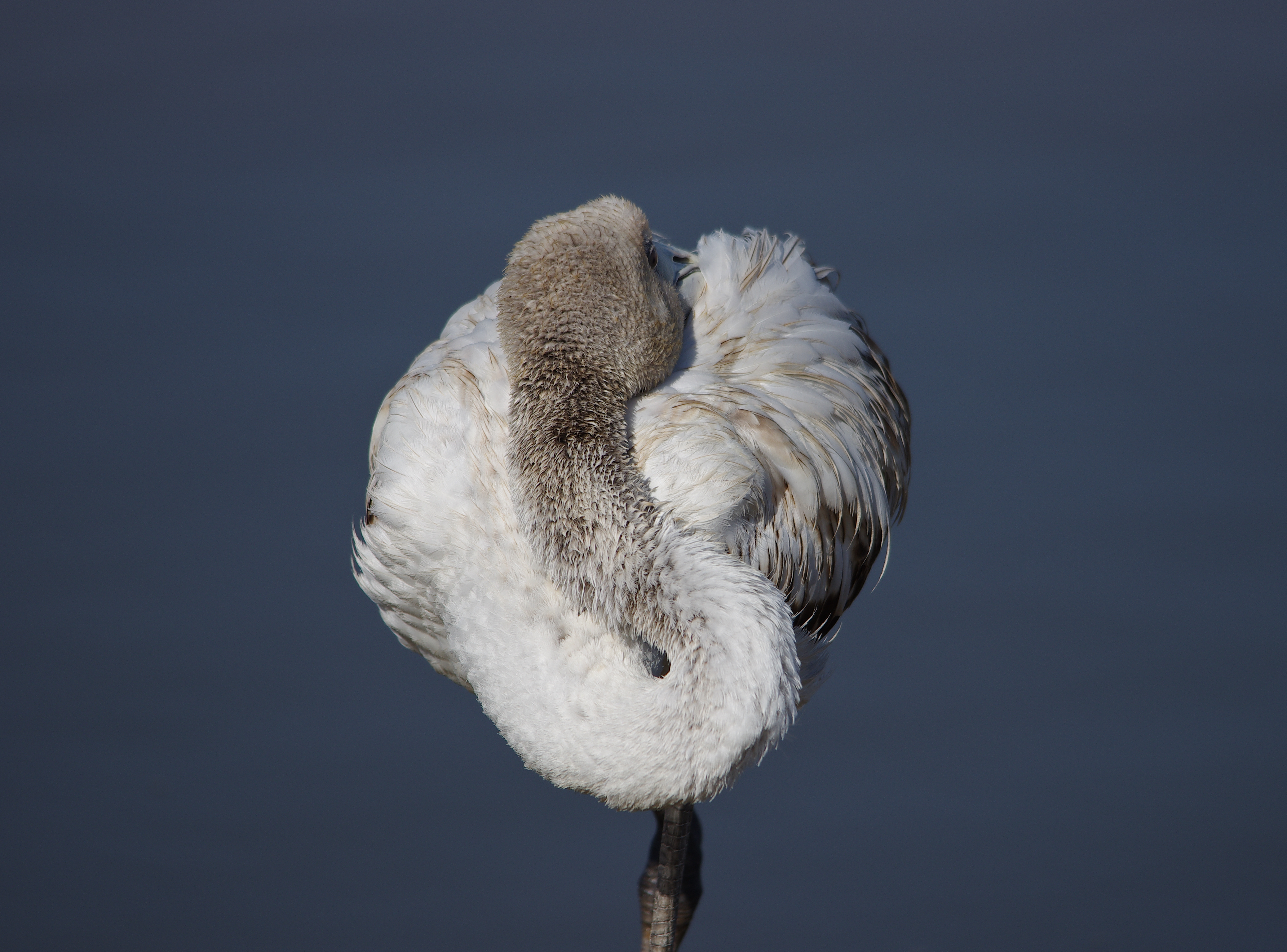
Flamant rose Salines de Thyna2

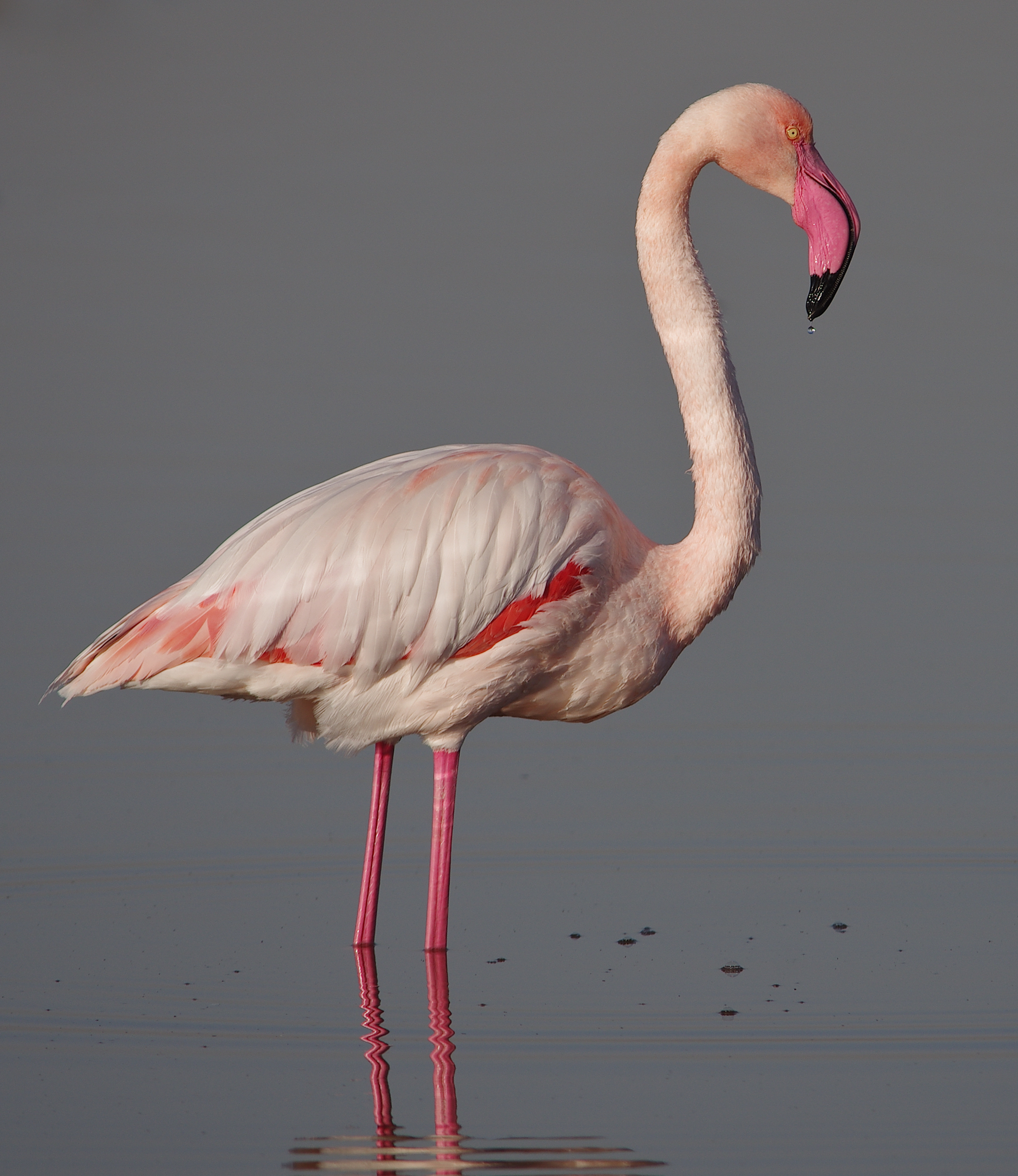
نُحامٌ أكبر في مشاع بلدة طينة التُونسيَّة